# Суперсвидетель
Суперсвиде́тель (итал. La supertestimone) — итальянская кинокомедия режиссёра Франко Джиральди, с Моникой Витти и Уго Тоньяцци в главных ролях. Фильм вышел на экраны в 1971 году.
За этот фильм Моника Витти была удостоена премии «Золотой глобус» за лучшую женскую роль.

## Сюжет
Марино Боттеккья, по прозвищу Мокассино, живет за счёт своей сожительницы Тицианы, проститутки. После того как Тициану находят убитой, первым подозреваемым в преступлении становится Марино, но он объявляет себя невиновным и обеспечивает себе железное алиби. 
В этот момент появляется Изолина Панто̀, владелица частного детского сада и бывшая служанка монастыря. Изолина ─ экстравагантная и закомплексованная молодая женщина, оставшаяся одна после того, как её бросил единственный мужчина в её жизни. Узнав Марино по фотографиям, опубликованным в газетах, женщина выступает свидетельницей обвинения на суде и разрушает его алиби. Изолина идентифицирует его как человека, который бродил по месту преступления в вечер убийства.  
Основываясь на показаниях единственной свидетельницы, Изолины, суд приговаривает Марино Боттеккья к двадцати годам тюремного заключения. 
Со временем, охваченная сомнениями и чувством вины, Изолина отказывается от своих показаний. Суд сокращает тюремный срок Марино до четырёх лет, вменяя ему в вину пособничество в занятии проституцией и получение дохода от неё. 
Изолина приходит на свидание с Марино в римскую тюрьму Реджина Чели и просит у него прощения. Она часто навещает Марино в тюрьме на острове, где он отбывает наказание, привозит ему передачи и незаметно влюбляется в него. Ещё находясь в тюрьме, Марино делает ей предложение и они женятся. 
Выйдя из тюрьмы, он без особого успеха начинает искать работу, но в итоге возвращается в преступный мир, принуждая свою жену к проституции. Но когда Изолина начинает влюбляться в одного из клиентов, Марино угрожает ей тем, что она закончит так же, как в своё время Тициана. Именно в этот момент Изолина понимает, что Марино Боттеккья и есть убийца своей бывшей сожительницы Тицианы.

## Награды
- 1971 ─ Моника Витти была удостоена премии «Золотой глобус» за лучшую женскую роль[3]